# Walter Fernández
Walter Fernández Balufo (Barcelona, 1989. augusztus 14. –) spanyol labdarúgó. Jelenleg a Skoda Xánthi középpályása.

## Pályafutása
Az RCD Espanyol-nál majd később az FC Barcelona utánpótlás csapataiban nevelkedett. 2008-2009 között kölcsönjátékosként előbb a Mahonésnál, majd a Antequera csapatánál szerepelt.
2009-ben a spanyol másodosztályban szereplő Gimnàstic igazolt, egészen 2011. nyaráig itt szerepelt.
2011 júniusában két évre szóló megállapodást kötött a 2011-es magyar bajnokcsapattal, a Videotonnal.

## Válogatott
Walter szerepelt egy-egy mérkőzésen a Spanyol U16 és a Spanyol U17 korosztályos válogatottjában.

## Fordítás
- Ez a szócikk részben vagy egészben  a   Walter Fernández című spanyol Wikipédia-szócikk fordításán alapul.  Az eredeti cikk szerkesztőit annak laptörténete sorolja fel. Ez a jelzés csupán a megfogalmazás eredetét és a szerzői jogokat jelzi, nem szolgál a cikkben szereplő információk forrásmegjelöléseként.

## Külső hivatkozások
- Walter statisztikája a transfermarkt.co.uk-n
- Újabb spanyol játékost igazoltunk Vidi.hu